# 宮島町
宮島町是過去曾經存於日本瀨戶內海宮島上的行政區劃，屬廣島縣；已於2005年11月13日與大野町一同併入廿日市市，過去的轄區即為宮島全境。

## 歷史
在江戶時代宮島為廣島藩的領地，明治維新實施廢藩置縣後，改隸屬廣島縣，1889年實施町村制，設立嚴島町，1950年更名為宮島町，自1889年設立直到2005年，共116年的期間，宮島町的轄區皆未曾有變動。
雖然宮島一直都是著名的觀光景點，但由於島上的信仰及文化保存的緣故，町內始終無法進行大規模的觀光開發，在日本經濟高度成長的時期導致轄內人口不斷外流，財政無法健全。在平成大合併期間，由於財政因素廣島縣政府即建議宮島町應參與合併，最初在2003年町內對於合併分成兩派主張，一是以地緣因素就近併入廿日市市，另外則是考量觀光知名度主張併入廣島市。最終在2004年的居民投票中，以併入廿日市市917票、併入廣島市711票，決定了併入廿日市市，並在2005年完成合併。

## 交通
由於位於瀨戶內海上，轄內對外交通仰賴宮島航路，在轄內設有宮島棧橋，所以對外航線皆在此停靠，主要的渡輪航線則為JR西日本宮島渡輪和宮島松大汽船所經營至北方對岸的宮島口，在宮島口可再至西日本旅客鐵道宮島口車站或廣島電鐵廣電宮島口車站轉乘山陽本線或宮島線列車進入廣島市市區。